# Dolomius perrieri
Dolomius perrieri är en skalbaggsart som beskrevs av Leon Fairmaire 1903. Dolomius perrieri ingår i släktet Dolomius och familjen långhorningar.
Artens utbredningsområde är Madagaskar. Inga underarter finns listade i Catalogue of Life.